# Go-Shirakawa
L'emperador Go-Shirakawa (后 白河 天皇, Go-Shirakawa-Tennō, 18 d'octubre del 1127 - 26 d'abril del 1192) va ser el 77è Emperador del Japó, segons l'ordre tradicional de successió. Va regnar entre els anys 1155 i 1158. Abans de ser ascendit al Tron de Crisantem, el seu nom personal (imina) era Príncep Imperial Masahito (雅 仁 亲王, Masahito-shinnō). A la mort de l'enclaustrat Emperador Toba en 1156, l'Emperador Go-Shirakawa i el retirat Emperador Sutoku (tots dos fills de Toba) van disputar-se la successió real al tron, que va mantenir Go-Shirakawa.